# Kapgang
Kapgang è un film del 2014 diretto da Niels Arden Oplev e tratto dal romanzo omonimo di Morten Kirkskov.

## Trama
Nel 1976, nella provincia danese, il quattordicenne Martin si ritrova a dover affrontare la morte della madre e la sua sessualità confusa a poche settimane dalla cresima.

## Riconoscimenti
- 2014 - Chicago International Film Festival
  - Miglior design dei costumi
- 2015 - Bodil Awards
  - Henning Bahs Award
  - Nomination Miglior film
  - Nomination Miglior attrice non protagonista a Sidse Babett Knudsen
  - Nomination Miglior attore non protagonista ad Anders W. Berthelsen
  - Nomination Miglior attore non protagonista a David Dencik
  - Nomination Miglior attore a Villads Bøye
- 2015 - Robert Festival
  - Nomination Audience Award
  - Nomination Miglior film
  - Nomination Miglior film per giovani
  - Nomination Miglior regia
  - Nomination Miglior sceneggiatura
  - Nomination Miglior attrice a Sidse Babett Knudsen
  - Nomination Miglior attore non protagonista ad Anders W. Berthelsen
  - Nomination Miglior attore non protagonista a David Dencik
  - Nomination Miglior design di produzione
  - Nomination Miglior fotografia
  - Nomination Miglior design dei costumi
  - Nomination Miglior trucco
  - Nomination Miglior montaggio